# آرکو (چراغ)

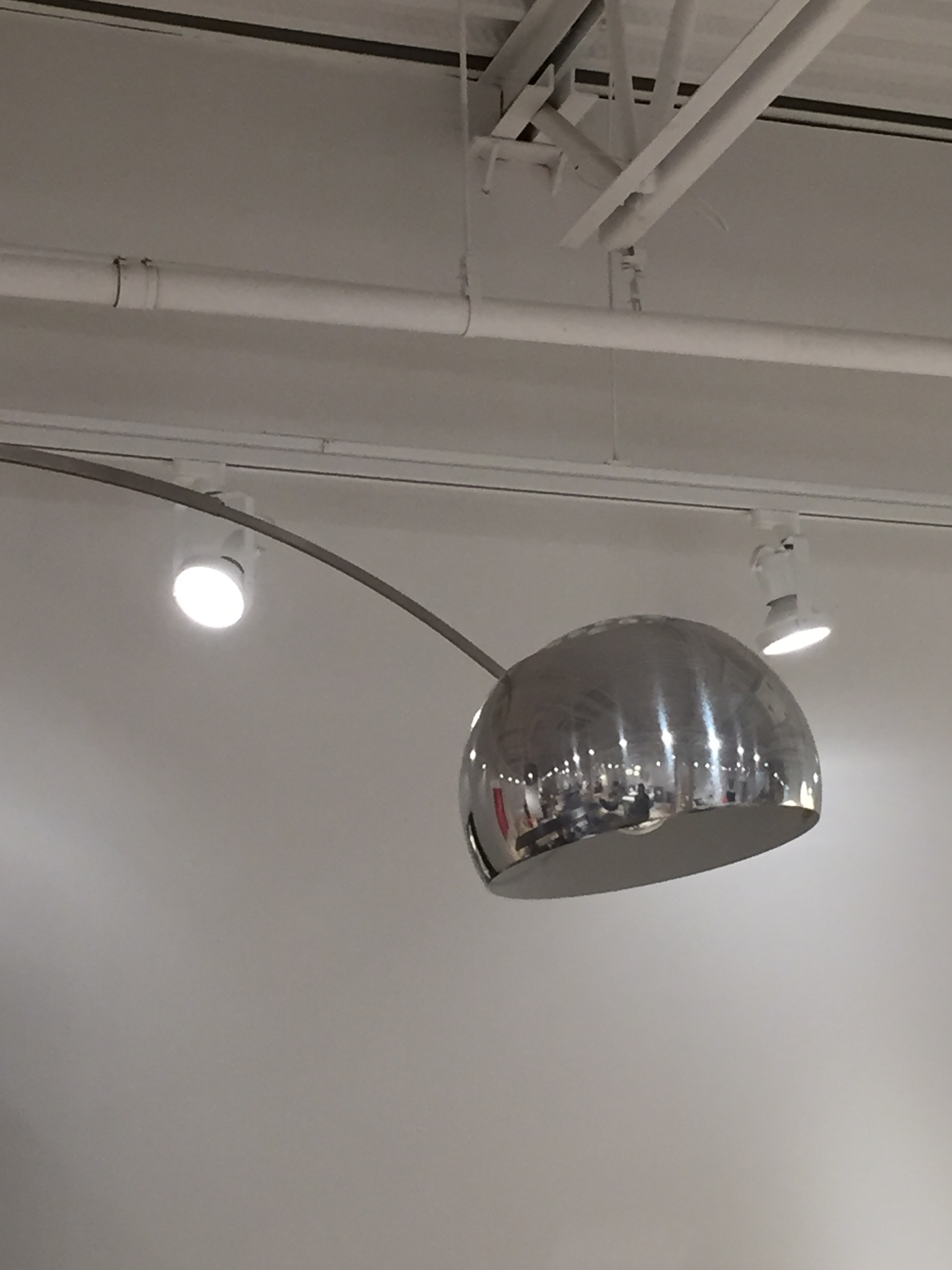
نمای نزدیک از آویز

چراغ آرکو (به ایتالیایی: Arco Lamp) یک چراغ بالاسری مدرن است که توسط برادران پیر جاکومو و آکیله کاستیلیونی برای فلوس در سال ۱۹۶۲ میلادی طراحی شده‌است. مشخصۀ این چراغ یک آویز آلومینیومی تابیدهٔ معلق است که از طریق یک بازوی بزرگ و قوسی ساخته شده از فولاد ضدزنگ به یک تخته سنگ مرمر کارارا متصل است.
این چراغ از زمان پخش اولیهٔ آن در سال ۱۹۶۲ میلادی در تولید ثابت بوده‌ است.

## تاریخچه

### پروندۀ مالکیت معنوی
در نوامبر ۲۰۰۶ میلادی، فلوس اتهاماتی را علیه سمرارو کازا اند فامیلیا اس.پی.ای. مطرح کرد و ادعا کرد که این شرکت با فروش یک چراغ مشابه به نام «فلوئیدا» قانون کپی‌رایت را نقض کرده‌ است. وکیل عمومی، ایو بو معتقد بود در حالی که چراغ فلوئیدا به تقلید از طرح اصلی آرکو ساخته شده‌ است، ولی تولید محصول قانونی است زیرا طرح اصلی از آن زمان به مالکیت عمومی درآمده است.
پس از اجرایی شدن بخشنامۀ حمایت قانونی از طرح‌ها در سال ۲۰۰۱ میلادی، بو به سمرارو دستور داد تا تولید چراغ فلوئیدا را متوقف کند.